# 968
968 (CMLXVIII) fue un año bisiesto comenzado en miércoles del calendario juliano, en vigor en aquella fecha.

## Acontecimientos
- El emperador bizantino Nicéforo II Focas pagó al knyaz de Kiev, Sviatoslav Igorevich, hijo de Olga de Kiev, para atacar Bulgaria en respuesta a la alianza entre el emperador búlgaro Pedro I y los magiares. Batalla de Silistra en la primavera, cerca de la ciudad búlgara de Silistra, pero probablemente dentro del moderno territorio de Rumania. Sviatoslav vence, destruye el imperio de los jázaros y toma Itil, la capital de los jázaros; ya vivían allí colonos rusos.
- Los pechenegos comienzan el sitio de Kiev
- Se funda el territorio de Atenco

## Nacimientos
- Emperador Kazan de Japón (m. 1008)
- Etelredo II el Indeciso, rey de Inglaterra.
- 15 de noviembre - Romano III, emperador bizantino.
- 23 de diciembre - Emperador Zhenzong de China.

## Fallecimientos
- 14 de marzo - Matilde de Ringelheim, santa alemana.
- 25 de agosto - Edgiva de Kent, noble inglesa.